# Asterella limbata
Asterella limbata là một loài rêu trong họ Aytoniaceae. Loài này được D.G. Long & Grolle mô tả khoa học đầu tiên năm 1994.